# Charana splendida
Charana splendida är en fjärilsart som beskrevs av Dudley Moulton 1911. Charana splendida ingår i släktet Charana och familjen juvelvingar. Inga underarter finns listade i Catalogue of Life.